# Jean-Baptiste Rousseau
Pour les articles homonymes, voir Jean-Baptiste Rousseau (homonymie) et Rousseau.
 (juin 2015).
Si vous disposez d'ouvrages ou d'articles de référence ou si vous connaissez des sites web de qualité traitant du thème abordé ici, merci de compléter l'article en donnant les références utiles à sa vérifiabilité et en les liant à la section « Notes et références ».
Jean-Baptiste Rousseau, né à Paris le 6 avril 1670 et mort à Bruxelles le 17 mars 1741, est un poète et dramaturge français.

## Biographie
Fils d'un cordonnier enrichi, Jean-Baptiste Rousseau fut élevé avec soin et fit de bonnes études chez les Jésuites au collège Louis-le-Grand.
Pour s'accorder à l'esprit de dévotion que Madame de Maintenon répandait sur la fin du règne de Louis XIV, Jean-Baptiste Rousseau commença par composer l'imitation d'un psaume qu'il mit, dit-on, entre les mains du maréchal de Noailles. Le poème plut et son auteur fut appelé à composer des odes religieuses pour l'édification du duc de Bourgogne. Dans le même temps, il rimait en secret des épigrammes licencieuses pour le grand-prieur de Vendôme et la Société du Temple, dans laquelle il avait été introduit par le marquis de La Fare et l'abbé de Chaulieu. On a dit qu'il composait ses psaumes sans dévotion et ses épigrammes, qu'il appelait les Gloria patri des premiers, sans libertinage. Il fut des invités de la duchesse du Maine à ses salons littéraires et aux fêtes des Grandes Nuits de Sceaux, dans le cercle des Chevaliers de la Mouche à Miel au Château de Sceaux.
L'habileté qu'il montrait dans la versification lui attira la protection de Boileau, qui le guida de ses conseils et le considérait comme le seul capable de continuer la manière classique. Il fut également protégé par le baron de Breteuil, introducteur des Ambassadeurs et père de la marquise du Châtelet, et le futur maréchal de Tallard. Ce dernier l'emmena avec lui en 1697 lors de son ambassade à Londres auprès de Guillaume III d'Angleterre, ce qui lui permit de faire la connaissance de Saint-Evremond. En 1697 est créé à L'Académie royale de musique l'opéra (tragédie lyrique) Vénus et Adonis en un prologue et 5 actes composé par Henry Desmarest sur un livret de Jean-Baptiste Rousseau.

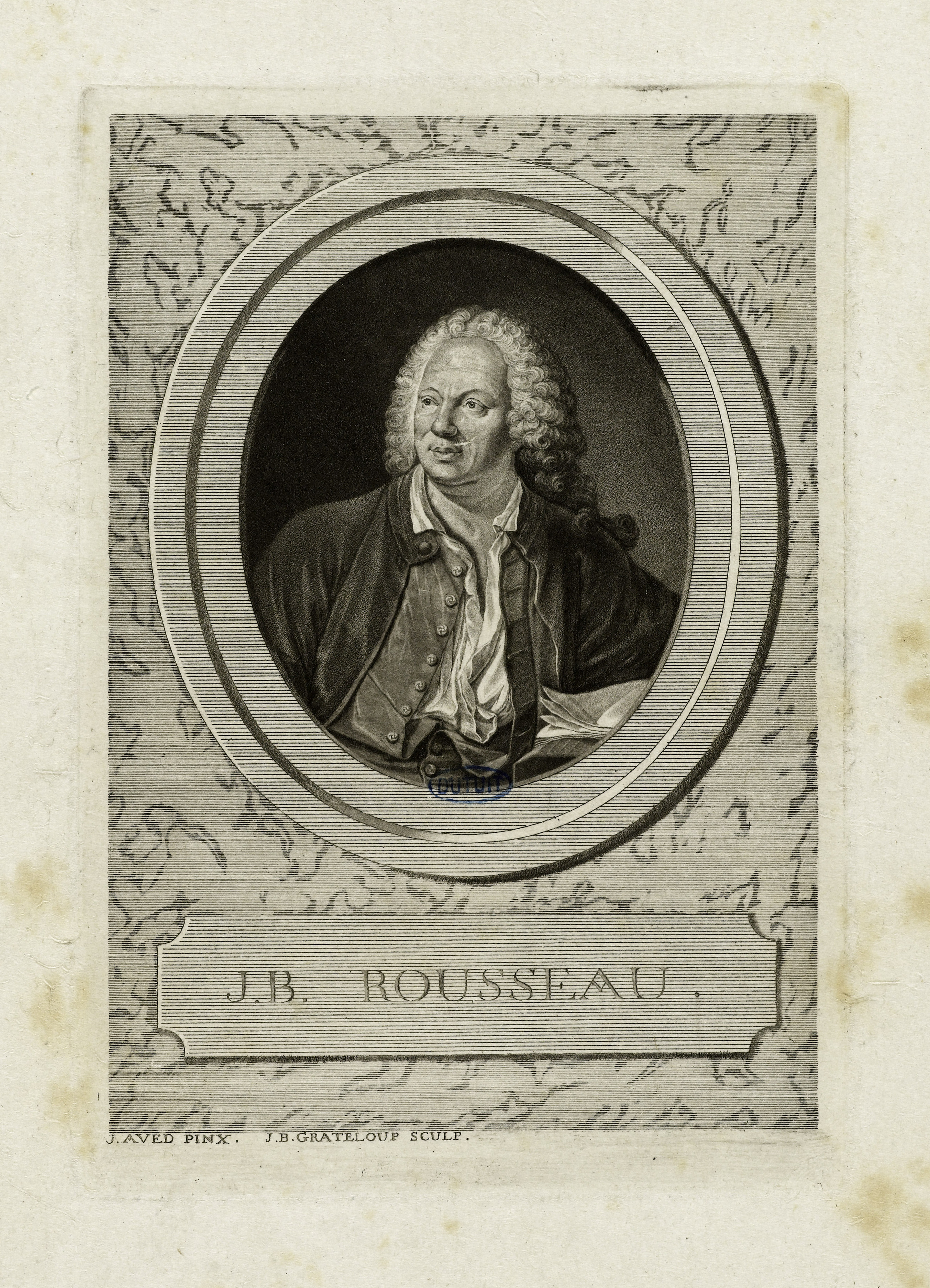
Jean-Baptiste Rousseau - Gravure de Jean-Baptiste de Grateloup.

Rousseau rentra en France en avril 1699. Peu après son retour, le directeur des finances, Hilaire Rouillé du Coudray, se fit son mécène. Ce grand amateur du « goût italien » était proche de Philippe d'Orléans, futur Régent. En 1748, Voltaire écrira dans sa  Vie de Monsieur Jean-Baptiste Rousseau : « Rouillé avait une maîtresse, nommée Mlle de Louvancourt, qui avait une très jolie voix [...]. Rousseau [...] pour leur plaire [...] composa [...] les paroles [de] cantates [qui furent rapidement mises en musique], et ce sont les premières que nous ayons eues en français. Il les retoucha depuis. Il y en a de très belles ; c’est un genre nouveau dont nous lui avons l’obligation ». Il s'agit en effet d'une forme profane, à la fois littéraire et musicale, créée à l'imitation des cantates italiennes. En France, cette forme serait donc née vers l'année 1700 (grâce à sa mise en musique par des compositeurs comme Jean-Baptiste Morin, Nicolas Bernier, Jean-Baptiste Stuck..., dont les premiers recueils, publiés ou non, datent, au plus tôt, de 1702-1703). La mode s'en répandit ensuite très vite. 
En 1708, Rouillé offrit à Rousseau un emploi de directeur des fermes que le poète se vante d'avoir refusé comme peu compatible avec la nécessaire indépendance d'un homme de lettres. En 1701, il fut élu à l'Académie des inscriptions et belles-lettres.
Rousseau s'était essayé au théâtre mais sans succès il avait donné trois comédies et deux opéras. Un seul de ces ouvrages, la comédie Le Flatteur, avait eu quelque succès au début, avant de tomber à la reprise. L'auteur, furieux de ces revers, les attribua à des cabales montées par ses ennemis et désigna certains habitués du café de la veuve Laurent, situé rue Dauphine à proximité du Théâtre-français, où se réunissaient des hommes de lettres tels qu'Houdar de la Motte, Danchet, Saurin, Crébillon, Boindin et où Rousseau lui-même était assidu. On sait aussi que d'autres artistes et intellectuels (parmi lesquels des musiciens) fréquentaient ce célèbre café.
Rousseau entreprit d'exercer sa vindicte sur ses ennemis désignés. On commença par trouver sous les tables du café des vers satiriques contre Danchet, qu'on reconnut aisément pour l'œuvre de l'irascible poète. Le même procédé se répéta plusieurs fois, si bien que la veuve Laurent pria Rousseau de ne plus remettre les pieds dans son établissement. Les épigrammes se mirent alors à arriver par la poste, expédiées de Versailles où Rousseau demeurait. La police fut prévenue et les envois cessèrent.
En 1710, Rousseau se présenta à l'Académie française contre Houdar de la Motte et fut battu. Il en conçut un très vif dépit. Les couplets recommencèrent et devinrent véritablement odieux, remplis d'injures pour ses adversaires mais aussi contre de hauts personnages et de blasphèmes contre la religion. Rousseau reçut, au Palais-Royal, une correction de Jean-Élie Leriget de la Faye. Rousseau porta plainte contre La Faye pour voie de fait, mais La Faye riposta par une plainte en diffamation. Rousseau se désista alors de sa plainte, entraînant le retrait de celle de son adversaire, mais ce fut pour accuser Saurin d'être l'auteur des couplets. Saurin fut arrêté, mais il put démontrer que les témoins produits contre lui avaient été subornés. Un arrêt du Parlement de Paris en date du 27 mars 1711 le relaxa et condamna Rousseau à lui verser 4 000 livres de dommages et intérêts. Un second arrêt, en date du 7 avril 1712, condamna Rousseau au bannissement à perpétuité « comme atteint et convaincu d’avoir composé et distribué les vers impurs, satiriques et diffamatoires ».

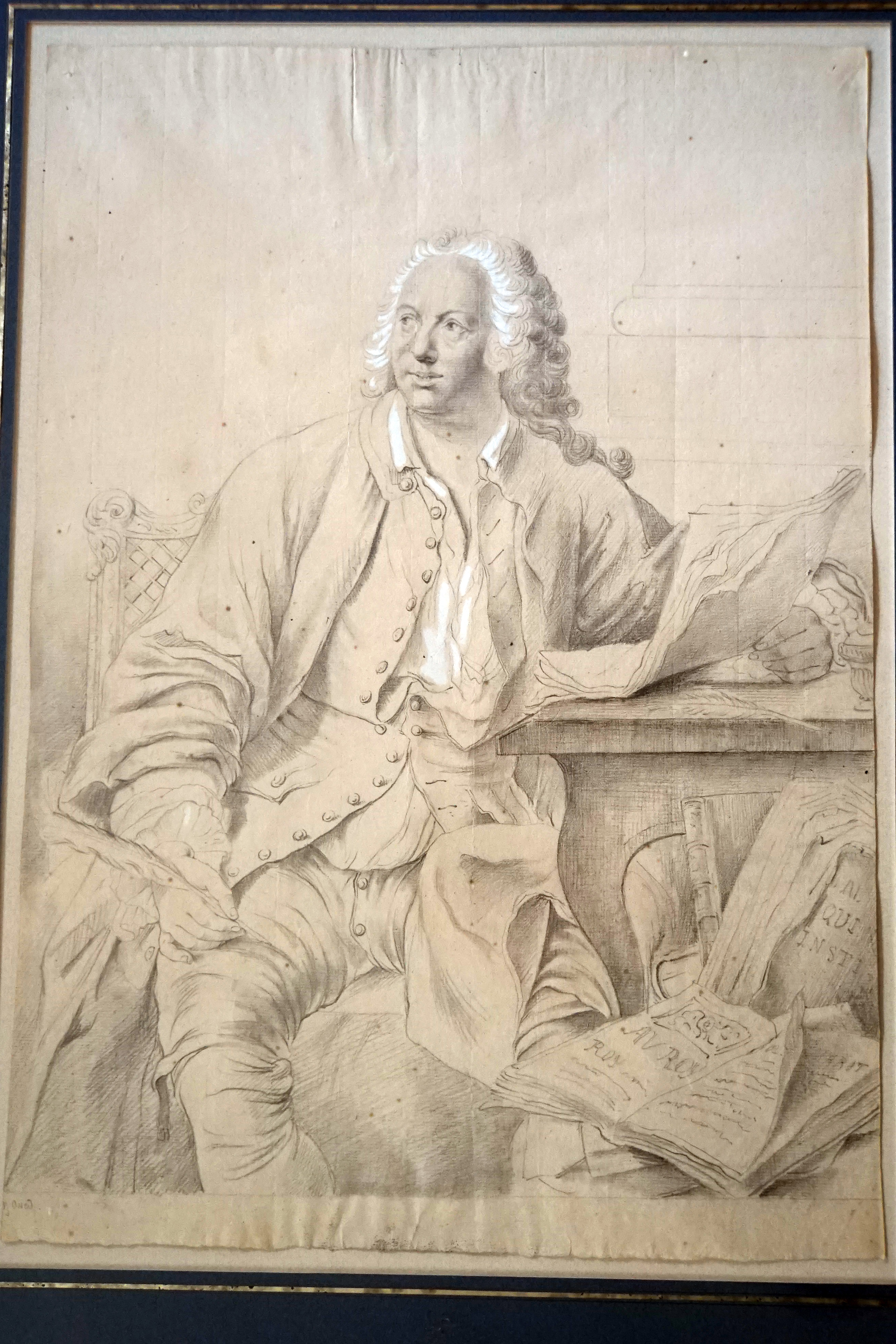
Joseph Aved, dessin préparatoire au portrait de Jean-Baptiste Rousseau, salon de 1738, collection particulière

La question de savoir si Rousseau était le véritable auteur des couplets n'a jamais été éclaircie. Lui-même affirmait qu'ils avaient été composés par Saurin, avec le concours de la Motte et d’un joaillier nommé Malafaire. La facture de ces vers, très médiocre, est en effet très éloignée de celle de Rousseau, mais les fautes mêmes qu'ils contiennent sont si grossières qu'elles font penser à quelqu'un qui aurait essayé de déguiser son style.
Rousseau, devançant l'arrêt du Parlement, avait quitté la France et s'était d'abord rendu en Suisse, auprès de l'ambassadeur de France, le comte du Luc. Ce dernier l'emmena avec lui au congrès de Bade, où il fut présenté au prince Eugène, auprès de qui il passa trois ans à Vienne. Il s'installa ensuite chez le duc d'Arenberg à Bruxelles, où le baron de Breteuil lui fit obtenir, en 1717, des lettres de grâce. Rousseau ne voulut cependant pas en user, réclamant d'être rejugé, ce qui ne put lui être accordé.
En 1722, à Bruxelles, Rousseau rencontra Voltaire. Ce qui se passa exactement durant cette entrevue n'est pas clair, mais il en résulta, entre les deux auteurs, une profonde et violente inimitié. Selon Rousseau, lors d'une promenade en carrosse, « le petit coquin d'Arouet l'avait tellement indigné par la licence de ses propos et par la lecture d'une ode impie, qu'il avait dû le menacer de descendre et de le laisser seul ».

En 1737, fatigué de l'exil, Rousseau sollicita l'autorisation de revenir en France. Ses protecteurs lui ayant conseillé de venir à Paris, il s'y rendit vers la fin de 1738 et y résida quelques mois incognito, sous le nom de Richer. 

« C'est un consommé de Panurge et de la Rancune », disait alors de lui Piron. « Il ne dit de bien de personne [...] Malgré la pesanteur et la caducité visible où l'a jeté son apoplexie, il porte une perruque à cadenettes très-coquette, et qui jure parfaitement avec un visage détruit et une tête qui grouille [...] Il fait ardemment sa cour aux Jésuites et vit en sage écolier avec eux. Il est aussi inconséquent qu'un sot. »

Les démarches faites en sa faveur ne furent pas couronnées de succès et il dut reprendre la route de Bruxelles en février 1739. Il y mourut en 1741.

### Postérité littéraire
Pour ses contemporains, Rousseau était considéré comme « le prince de nos poètes lyriques ». Lorsqu'il mourut, Lefranc de Pompignan lui consacra une ode magnifique dont Sainte-Beuve a dit avec malice qu'elle était la plus belle ode due à Rousseau. Car, au XIXe siècle, l'œuvre de Rousseau était presque universellement méprisée : 

« Sa versification est d'une extrême correction, et ses vers sont harmonieux, et parfois même musicaux. Mais ses poésies lyriques sont entièrement dépourvues de sentiment, et souvent même de pensée. Ce sont de belles mécaniques glacées, qui tentent de dissimuler leur vacuité sous l'abus de la mythologie et la pompe d'une rhétorique aussi convenue que creuse. Les odes sentent l'effort, les psaumes manquent de sincérité, les épîtres de naturel, ce sont finalement les cantates qui soutiennent le mieux la lecture aujourd'hui, avec les épigrammes, genre pour lequel Rousseau avait un réel talent, servi par une méchanceté qui fit le malheur de la seconde moitié de son existence. »

## Œuvres
Odes
- Odes sacrées
- Trois livres d’Odes, dont Ode à M. le Prince Eugène de Savoie ainsi que Ode à la postérité qui contient un kakemphaton : « Vierge non encor née, en qui tout doit renaître ».

Cantates
- 3 cantates, dans : Recueil de cantates, contenant toutes celles qui se chantent dans les concerts : pour l’usage des Amateurs de la Musique & de la Poësie, compilation, par J. Bachelier (La Haye, Alberts et van der Kloot, 1728). Ed. en fac-similé, Genève, Minkoff, s. d. [1992].
- 14 cantates, dans : Œuvres diverses de Mr Rousseau (Amsterdam, François Changuion, 1729, 3 tomes).
- 6 cantates (dans Portefeuille de J.B. Rousseau, éd. Nicolas Lenglet-Dufresnoy, Amsterdam, Marc-Michel Rey, 1751).
- 6 cantates, dans : Œuvres (Londres, sans éd., 1781, 2 tomes).

### Pièces de théâtre
- Le Café : comédie en 1 acte, en prose, Paris, 1694 (lire en ligne sur Gallica).
- Jason, opéra en 5 actes, en vers, 1696.
- Le Flatteur : comédie en 5 actes, en prose, Paris, 1698 (lire en ligne sur Gallica).
- Vénus et Adonis, opéra en 5 actes, en vers, 1697.
- Le Capricieux, comédie en 5 actes, en vers, 1700.
- La Noce de village, mascarade, 1700.
- La Ceinture magique, comédie en 1 acte, en prose, 1701.
- Œuvres, 1712.
- Œuvres, 2 vol., 1723.
- L'Hypocondre, comédie non représentée
- La Dupe de lui-même, comédie non représentée
- La Mandragore, comédie non représentée
- Les Aïeux chimériques, comédie non représentée
- Lettres sur différents sujets de littérature, 1750.